# حركة فلسفية
الحركات الفلسفية هي إما ظهور شعبية متزايدة لمدرسة فلسفية معينة أو انها تغير ثوري شامل واسع النطاق في الفكر الفلسفي حول قضايا معينة في عصر من العصور. معظم الحركات الفلسفية تتميز بمرجعيتها القومية أو اللغوية أو منطقتها التاريخية التي تنشأ فيها.

## العالم القديم
- الواقعية الأفلاطونية
- الفيثاغورية
- البيرونية
- الإبيقورية
- الرواقية
- الكلبية
- الكونفشيوسية
- المَشّائِيّة أو الأرسطوطاليسية

## العالم الحديث
- عصر النهضة itself, which aimed to revive Classical اليونان القديمة and روما القديمة ideas
- عقلانية, dominant on continental Europe following رينيه ديكارت
- تجريبية, dominant in Britain following توماس هوبز
- عصر التنوير which drew attention to the importance of علم and علة (فلسفة) to human life
- French materialism
- مثالية ألمانية, fifty years from Kant's major work through the death of جورج فيلهلم فريدريش هيغل
- الفلسفة القارية
- رومانسية
- نفعية -- جيرمي بنثام، جون ستيوارت مل
- ماركسية
- وجودية -- سورين كيركغور، مارتن هايدغر، جان بول سارتر
- الظاهريات، هسرل، هيدغر، سارتر، ميرلو-بونتي ؛
- منطقانية -- جوتلوب فريجه
- الوضعانية المنطقية (with the تجريبيو فيينا, Logical Atomism (بيرتراند راسل), and Ideal Language Philosophy (لودفيغ فيتغنشتاين))
- فلسفة تحليلية -- جوتلوب فريجه، ويلارد فان أورمان كواين
- بنيوية
- موضوعية -- آين راند, see also حركة الموضوعية
- حركة حداثية (more a movement in the arts, but worth noting for its connection with below)
- ما بعد الحداثة (فلسفة)—see also ما بعد الحداثة (فلسفة)
- مدرسة فرانكفورت—see also النظرية النقدية (مدرسة فرانكفورت)
- ما بعد البنيوية
- تفكيكية -- جاك دريدا
- Afrisecaism
- وحدة إفريقية
- زنوجة

The Renaissance, Enlightenment, and Romanticism are broader cultural "movements" that happened to characterised by fairly distinctive philosophical concerns.

## الحركات الفلسفية المشرقية والإفريقية
- انظر فلسفة شرقية
- انظر فلسفة أفريقية.